# Aşağıhüyük
Aşağıhüyük è un villaggio nel Distretto di Kızılcahamam, Provincia di Ankara, Turchia. Nel 2000, esso risultava avere una popolazione di 116 persone.